# Fonds InBev-Baillet Latour
Les fonds InBev-Baillet Latour, anciennement nommés fondation Artois-Baillet Latour (1974-1995) puis fondation Interbrew-Baillet Latour (1995-2005) et fonds InBec-Baillet Latour depuis 2005, est une organisation à but non lucratif fondée le 1er mars 1974 à l'initiative du comte Alfred de Baillet-Latour qui dirigeait les brasseries Artois depuis leur siège historique de Louvain en Belgique. 
La fondation a pour but d'encourager et de récompenser des prestations de haute valeur humaine à caractère scientifique, éducatif ou artistique et de les récompenser au moyen de prix, de bourses d'études, de voyages ou de cadeaux en espèces ou en nature. 

## Le prix de la Santé Artois-Baillet Latour
Le prix de la Santé Artois-Baillet Latour a été créé en 1977 afin de récompenser périodiquement les mérites de personnes dont les travaux ont contribué à l'amélioration de la santé humaine. Depuis 2000, le prix a été attribué chaque année. Doté d'une récompense de 250 000 euros, il s'agit du prix scientifique le plus important de Belgique.

## Les lauréats
| Année | Nom                                               | Ville / Pays          | Université / Institut                                                                            | Domaine                  |
| ----- | ------------------------------------------------- | --------------------- | ------------------------------------------------------------------------------------------------ | ------------------------ |
| 1979  | Sir James Whyte Black                             | Royaume-Uni           |                                                                                                  |                          |
| 1981  | Sir Cyril Clarke                                  | Royaume-Uni           |                                                                                                  |                          |
| 1983  | Pr. Jean Bernard                                  | France                |                                                                                                  |                          |
| 1985  | Pr. Jon van Rood (en)                             | Pays-Bas              |                                                                                                  |                          |
| 1987  | Pr. Viktor Mutt et Tomas Hökfelt                  | Suède                 | Institut Karolinska                                                                              |                          |
| 1989  | Pr. Walter Fiers (en)                             | Bruxelles, Belgique   | Université de Gand                                                                               |                          |
| 1991  | Pr. Thomas Waldmann                               | Bethesda, États-Unis  | Institut national du cancer                                                                      |                          |
| 1993  | Pr. Jean-François Borel                           | Suisse                | Université de Berne                                                                              |                          |
| 1995  | Pr. Roger Tsien                                   | San Diego, États-Unis | Université de Californie                                                                         |                          |
| 1997  | Pr. Michael Sela                                  | Rehovot, Israël       | Institut Weizmann                                                                                |                          |
| 1999  | Pr. Julien Mendlewicz                             | Belgique              | Université libre de Bruxelles                                                                    |                          |
| 2000  | Pr. Jacques Van Snick Pr. Jean-Christophe Renauld | Belgique              | Ludwig Institute for Cancer Research, université catholique de Louvain                           |                          |
| 2001  | Dr. Jan Van Embden                                | Bilthoven, Pays-Bas   | Laboratory for Infectious Diseases, Institut national de la santé publique et de l'environnement |                          |
| 2002  | Pr. Robert Krug                                   | Austin, États-Unis    |                                                                                                  |                          |
| 2003  | Pr. Nancy Andreasen (en)                          | Iowa City, États-Unis |                                                                                                  |                          |
| 2004  | Pr. Elio Lugaresi                                 | Bologne, Italie       |                                                                                                  |                          |
| 2005  | Pr. Désiré Collen (en) Pr. Peter Carmeliet        | Belgique              | KU Leuven Vlaams Instituut voor Biotechnologie                                                   |                          |
| 2006  | Pr. Hidde Ploegh (en)                             | États-Unis            | Whitehead Institute Massachusetts Institute of Technology (MIT)                                  |                          |
| 2007  | Pr. Peter H. Seeburg                              | Heidelberg, Allemagne | Institut Max-Planck de recherche médicale                                                        |                          |
| 2008  | Pr. Robert Weinberg                               | Cambridge, États-Unis | Institut Whitehead pour la recherche biomédicale                                                 |                          |
| 2009  | Pr. Kari Alitalo (en) Pr. Seppo Ylä-Herituala     | Finlande              | Université d'Helsinki Université de Kuopio                                                       |                          |
| 2010  | Pr. Stephen O'Rahilly (en)                        | Royaume-Uni           | Université de Cambridge                                                                          |                          |
| 2011  | Pr. Jean-Laurent Casanova                         | États-Unis            | Université Rockefeller                                                                           | Maladies infectieuses    |
| 2012  | Pr. Gero Miesenböck                               | Royaume-Uni           | Université d'Oxford                                                                              | Désordres Neurologiques  |
| 2013  | Pr. Carlo M. Croce (en)                           | États-Unis            | Université d'État de l'Ohio                                                                      | Cancer                   |
| 2014  | Pr. Harry C. Dietz                                | États-Unis            | Université Johns-Hopkins                                                                         | Maladie cardiovasculaire |
| 2015  | Pr. Bruce Spiegelman (en)                         | États-Unis            | Harvard Medical School                                                                           | Désordres métaboliques   |
| 2016  | Pr. Charles M. Rice                               | États-Unis            | Université Rockefeller                                                                           | Maladies infectieuses    |
| 2017  | Pr. Adriano Aguzzi (de)                           | Suisse                | Université de Zurich                                                                             | Désordres neurologiques  |
| 2018  | Pr. Laurence Zitvogel Guido Kroemer               | France                | Université Paris-Sud Université Paris-Descartes                                                  | Cancer                   |
| 2019  | Pr. Catherine Boileau                             | France                |                                                                                                  |                          |